# ماثيو مورغان
ماثيو مورغان (بالإنجليزية: Matthew Morgan)‏ هو لاعب اتحاد الرغبي بريطاني، ولد في 23 أبريل 1992 في سوانزي في المملكة المتحدة.

## وصلات خارجية
- ماثيو مورغان عل موقع إسبنسكروم (الإنجليزية)
- ماثيو مورغان على موقع ItsRugby.co.uk (الإنجليزية)